# Littoral ouest du Cotentin de Saint-Germain-sur-Ay au Rozel
Littoral ouest du Cotentin de Saint-Germain-sur-Ay au Rozel este o arie protejată (sit de importanță comunitară — SCI) din Franța întinsă pe o suprafață de 2.314,65 ha, din care 25 % marine.

## Localizare
Centrul sitului Littoral ouest du Cotentin de Saint-Germain-sur-Ay au Rozel este situat la coordonatele 49°19′25″N 1°42′01″W / 49.32361°N 1.70028°V.

## Înființare
Situl Littoral ouest du Cotentin de Saint-Germain-sur-Ay au Rozel a fost declarat arie specială de conservare în baza directivei 92/43 din 1992 referitoare la conservarea habitatelor naturale și a faunei și florei sălbatice pentru a proteja 2 specii de plante și 2 specii de animale.

## Biodiversitate
Situată în ecoregiunea atlantică, aria protejată conține 19 habitate naturale: Dune mobile de-a lungul țărmului cu Ammophila arenaria („dune albe”), Faleze cu vegetație de pe coastele atlantice și baltice, Salicornia și alte specii anuale care populează regiunile mlăștinoase și nisipoase, Dune cu Salix repens ssp. argentea (Salicion arenariae), Depresiuni intradunale umede, Dune de coastă fixe cu vegetație erbacee („dune gri”), Terase mlăștinoase și terase nisipoase neacoperite de apă la reflux, Recifuri, Dune împădurite din regiunile atlantică, continentală și boreală, Estuare, Liziere de ierburi înalte hidrofile de câmpie și de nivel montan până la alpin, Vegetație perenă pe țărmurile stâncoase, Pajiști uscate europene, Fânețe de joasă altitudine (Alopecurus pratensis, Sanguisorba officinalis), Pante stâncoase silicioase cu vegetație casmofită, Păduri pe pante, grohotișuri și ravene de Tilio-Acerion, Dune mobile cu vegetație embrionară, Vegetație anuală la limita mareei, Pășuni atlantice udate de apa mării (Glauco-Puccinellietalia maritimae).
La baza desemnării sitului se află mai multe specii protejate:
- plante (2): Apium repens, moșișoare (Liparis loeselii)
- amfibieni (1): triton cu creastă (Triturus cristatus)
- nevertebrate (1): Euplagia quadripunctaria

Pe lângă speciile protejate, pe teritoriul sitului au mai fost identificate 13 specii de plante, 7 specii de păsări, 1 specie de amfibieni.